# Premier Soccer League 2015-16
La PSL 2015-16 fue la 20.ª edición de la Premier Soccer League, la máxima categoría del fútbol profesional en Sudáfrica. La temporada inició el 8 de agosto de 2015 y finalizó el 21 de mayo de 2016. El club Mamelodi Sundowns de la ciudad de Pretoria se coronó campeón de liga por séptima vez en la historia de la PSL.

## Equipos participantes
El AmaZulu y Moroka Swallows descendidos a Primera División la temporada pasada, fueron reemplazados por los dos clubes ascendidos el Golden Arrows y el Jomo Cosmos.
| Pos. | Descendios de PSL 2014-15 |
| ---- | ------------------------- |
| 15°  | Moroka Swallows           |
| 16°  | AmaZulu                   |

| Pos. | Ascendidos de la Primera División de Sudáfrica |
| ---- | ---------------------------------------------- |
| 1°   | Golden Arrows                                  |
| 2°   | Jomo Cosmos                                    |

| Equipo                 | Ciudad           | Estadio                    | Capacidad |
| ---------------------- | ---------------- | -------------------------- | --------- |
| Ajax Cape Town         | Ciudad del Cabo  | Cape Town Stadium          | 64.100    |
| Bidvest Wits           | Johannesburgo    | Estadio Bidvest            | 5.000     |
| Bloemfontein Celtic    | Bloemfontein     | Estadio Free State         | 45.058    |
| Chippa United          | Port Elizabeth   | Estadio Nelson Mandela Bay | 48.000    |
| Free State Stars       | Bethlehem        | Estadio Charles Mopeli     | 50.000    |
| Golden Arrows          | Durban           | Estadio Kings Park         | 55.000    |
| Jomo Cosmos            | Johannesburgo    | Estadio Rand               | 25.000    |
| Kaizer Chiefs          | Johannesburgo    | FNB Stadium                | 94.736    |
| Mamelodi Sundowns      | Pretoria         | Estadio Loftus Versfeld    | 49.365    |
| Maritzburg United      | Pietermaritzburg | Estadio Harry Gwala        | 22.000    |
| Mpumalanga Black Aces  | Nelspruit        | Estadio Mbombela           | 43.589    |
| Orlando Pirates        | Soweto           | Estadio Orlando            | 46.000    |
| Platinum Stars         | Rustenburg       | Estadio Royal Bafokeng     | 42.000    |
| Polokwane City         | Polokwane        | Estadio Peter Mokaba       | 45.264    |
| Pretoria University FC | Pretoria         | Tuks Stadium               | 8.000     |
| Supersport United      | Pretoria         | Estadio Lucas Moripe       | 28.900    |

## Clasificación final
| Pos | Equipo                 | PJ | PG | PE | PP | GF | GC | GA  | Pts |
| --- | ---------------------- | -- | -- | -- | -- | -- | -- | --- | --- |
| 1.  | Mamelodi Sundowns      | 30 | 22 | 5  | 3  | 55 | 20 | +35 | 71  |
| 2.  | Bidvest Wits           | 30 | 17 | 6  | 7  | 44 | 24 | +20 | 57  |
| 3.  | Platinum Stars         | 30 | 13 | 9  | 8  | 41 | 33 | +8  | 47  |
| 4.  | Mpumalanga Black Aces  | 30 | 12 | 11 | 7  | 37 | 29 | +8  | 47  |
| 5.  | Kaizer Chiefs          | 30 | 11 | 13 | 6  | 38 | 30 | +8  | 46  |
| 6.  | Chippa United          | 30 | 13 | 6  | 11 | 42 | 39 | +3  | 45  |
| 7.  | Orlando Pirates        | 30 | 11 | 8  | 11 | 38 | 30 | +8  | 41  |
| 8.  | SuperSport United      | 30 | 10 | 10 | 10 | 36 | 38 | −2  | 40  |
| 9.  | Golden Arrows (A)      | 30 | 11 | 7  | 12 | 28 | 35 | −7  | 40  |
| 10. | Ajax Cape Town         | 30 | 9  | 10 | 11 | 34 | 41 | −7  | 37  |
| 11. | Bloemfontein Celtic    | 30 | 8  | 12 | 10 | 30 | 26 | +4  | 36  |
| 12. | Free State Stars       | 30 | 9  | 8  | 13 | 28 | 37 | −9  | 35  |
| 13. | Polokwane City         | 30 | 7  | 10 | 13 | 31 | 44 | −13 | 31  |
| 14. | Maritzburg United      | 30 | 6  | 9  | 15 | 35 | 53 | −18 | 27  |
| 15. | University of Pretoria | 30 | 6  | 7  | 17 | 25 | 42 | −17 | 25  |
| 16. | Jomo Cosmos (A)        | 30 | 6  | 7  | 17 | 20 | 41 | −21 | 25  |

 PJ = Partidos jugados; PG = Partidos ganados; PE = Partidos empatados; PP = Partidos perdidos;
GF = Goles anotados; GC = Goles recibidos; DG = Diferencia de gol; PTS = Puntos

(A) : Ascendido la temporada anterior.
|  | Campeón y clasificado a la Liga de Campeones de la CAF 2017. |
|  | Clasificado a la Liga de Campeones de la CAF 2017.           |
|  | Clasificado a la Copa Confederación de la CAF 2017.          |
|  | Juega la serie de promoción.                                 |
|  | Descenso directo a la Primera División de Sudáfrica.         |

## Torneo Playoff
- Baroka FC campeón de la Primera División de Sudáfrica 2015-16 asciende directamente a la Premier Soccer League 2016-17, mientras el segundo y tercer clasificado Highlands Park y Mbombela United respectivamente, disputan un playoffs por un cupo en la máxima categoría con el University of Pretoria clasificado 15° en la PSL.

| Pos | Equipo                 | PJ | PG | PE | PP | GF | GC | GA | Pts |
| --- | ---------------------- | -- | -- | -- | -- | -- | -- | -- | --- |
| 1.  | University of Pretoria | 0  | 0  | 0  | 0  | 0  | 0  | +0 | 0   |
| 2.  | Highlands Park         | 0  | 0  | 0  | 0  | 0  | 0  | +0 | 0   |
| 3.  | Mbombela United        | 0  | 0  | 0  | 0  | 0  | 0  | +0 | 0   |

-

## Goleadores
| Pos. | Jugador           | Club                  | Goles |
| ---- | ----------------- | --------------------- | ----- |
| 1    | Collins Mbesuma   | Mpumalanga Black Aces | 14    |
| 2    | Thobani Mncwango  | Polokwane City        | 13    |
| 2    | Prince Nxumalo    | Ajax Cape Town        | 13    |
| 4    | Khama Billiat     | Mamelodi Sundowns     | 12    |
| 5    | Jeremy Brockie    | SuperSport United     | 11    |
| 6    | Leonardo Castro   | Mamelodi Sundowns     | 10    |
| 6    | Ndumiso Mabena    | Platinum Stars        | 10    |
| 8    | Evans Rusike      | Maritzburg Utd        | 9     |
| 9    | Willard Katsande  | Kaizer Chiefs         | 7     |
| 9    | James Keene       | Bidvest Wits          | 7     |
| 9    | Daine Klate       | Bidvest Wits          | 7     |
| 9    | Mpho Makola       | Orlando Pirates       | 7     |
| 9    | Lerato Manzine    | Chippa United         | 7     |
| 9    | Sibusiso Vilakazi | Bidvest Wits          | 7     |

Fuente: Premier Soccer League 